# 医学書院
医学書院（いがくしょいん　英称：IGAKU-SHOIN Ltd.）は、医学系出版社。1944年（昭和19年）、日本医学雑誌株式会社として創立。1950年（昭和25年）株式会社医学書院と改称し現在に至る。
本社は東京都文京区本郷。2007年（平成19年）4月まで東京大学赤門の並びに社屋を構えていたが、同年5月、春日通りに面した新社屋に移転した。医学雑誌・医学書籍・医学辞典などを発行する出版社の中でも最大手。

## 出版物

### 書籍
医学生向けの教科書「標準」シリーズは、基礎系・臨床系のほぼ全領域を網羅し定期的に改訂されているため、殆どの医学部学生に購読されている。看護学生（看護師）を対象とした「系統看護学講座」は、全国の看護学校で圧倒的なシェアを誇る。
一方、准看護師を対象とした「新看護学」は競合書の「看護学入門」（メヂカルフレンド社）とほぼ互角の採用率である。このように、学生向けのテキストを医学・看護の領域で網羅しているため、「医学書院といえば教科書」というように認知されている。
上記のほかに、年鑑書である「今日の治療指針」は創刊以来50年間安定した購買層に支えられ、目立つ競合書は存在しない。また、「医学大辞典」や「治療薬マニュアル」は、後発ながら、それぞれの競合書「ステッドマン医学大辞典」（メジカルビュー社）、「医学大辞典」（南山堂）、「今日の治療薬」（南江堂）にせまる売上数実績がある。
川口有美子『シリーズケアをひらく 逝かない身体 ― ALS的日常を生きる』（ISBN 9784260010030）で第41回大宅壮一ノンフィクション賞受賞
その他、「シリーズ ケアをひらく」では、
- 熊谷晋一郎『リハビリの夜』2009年。ISBN 978-4260010047。 - 第9回新潮ドキュメント賞受賞
- 六車由実『驚きの介護民俗学』2012年。ISBN 978-4260015493。 - 日本医学ジャーナリスト協会賞受賞
- 國分功一郎『中動態の世界 意志と責任の考古学』2017年。ISBN 978-4260031578。 - 第16回（2017年）小林秀雄賞、第8回（2018年）紀伊國屋じんぶん大賞受賞
- 東畑開人『居るのはつらいよ―ケアとセラピーについての覚書』，2019年。ISBN 978-4260038850。-第19回（2019年）大佛次郎論壇賞、第10回（2019年）紀伊國屋じんぶん大賞受賞

など多数刊行されている。
2019年11月3日、シリーズ「ケアをひらく」が、第73回毎日出版文化賞（企画部門）を受賞した。

### 電子出版
早くから電子書籍に着手し、総合診療ガイド「今日の診療（DVD-ROM）」は1991年より毎年発行され、広く医療界にて愛用されている。また、カシオ計算機からのOEM商品「看護医学電子辞書」は看護界でのベストセラーとなり、さらに2008年（平成20年）3月には、セイコーインスツルメントより医師向け「電子辞書SR-A10000」を発売し話題となった。2009年（平成21年）3月には「医学大辞典第2版」を新規搭載した「電子辞書SR-A10001,SR-A10001M」を発売している。また電子テキストシリーズ「医学書院eテキスト」、雑誌の電子配信サービス「MedicalFinder」、看護技術研修eラーニング「eナーストレーナー」など、数多くのデジタルコンテンツを発売。

### 雑誌
主に、医学・看護の領域で専門誌を発行する。
- 生体の科学（偶数月発売）
- 公衆衛生（毎月発売）
- medicina(メディチーナ)（毎月発売）
- 総合診療（毎月発売・「JIM」から誌名変更）
- 呼吸器ジャーナル（書籍扱い）
- 循環器ジャーナル（書籍扱い）
- 胃と腸（毎月発売）
- BRAIN and NERVE（毎月発売・「脳と神経」 と「神経研究の進歩」 の統合誌として2007年発刊）
- 脳神経外科（毎月発売）
- 精神医学（毎月発売）
- 臨床外科（毎月発売）
- 日本内視鏡外科学会雑誌（発行：日本内視鏡外科学会・2019年より電子版のみ）
- 臨床整形外科（毎月発売）
- 臨床婦人科産科（毎月発売）
- 臨床眼科（毎月発売）
- 耳鼻咽喉科・頭頸部外科（毎月発売）
- 臨床皮膚科（毎月発売）
- 臨床泌尿器科（毎月発売）
- 総合リハビリテーション（毎月発売）
- 理学療法ジャーナル（毎月発売）
- 言語聴覚研究（書籍扱い）
- 臨床検査（毎月発売）
- 検査と技術（毎月発売）
- 病院（毎月発売）
- 看護教育（毎月発売）
- 看護研究（偶数月発売）
- 保健師ジャーナル（毎月発売）
- 訪問看護と介護（毎月発売）
- 助産雑誌（毎月発売）
- 看護管理（毎月発売）
- 精神看護（偶数月発売）

#### 休刊した雑誌
- Cancer Board Square（書籍扱い）
- 糖尿病診療マスター（2003年創刊～2017年12月号休刊）
- 呼吸と循環（2016年休刊・呼吸器ジャーナルと循環器ジャーナルにリニューアル）
- 看護学雑誌（1946年創刊～2010年12月号休刊）
- 肝胆膵画像（1999年「消化器画像」として創刊～2008年誌名を変更～2012年7号休刊）
- JJNスペシャル（書籍扱い）
- リハビリテーション医学（発行：日本リハビリテーション医学会・三輪書店に移管）